# Sainte-Françoise (Bécancour)
Pour les articles homonymes, voir Sainte-Françoise.
Sainte-Françoise est une municipalité du Québec (Canada) dans la municipalité régionale de comté de Bécancour et la région administrative du Centre-du-Québec.

## Toponymie
« La sainte dont la mémoire est ici évoquée est sainte Françoise Romaine (1384-1440), fondatrice de l'ordre des Oblates Olivétaines en 1433, canonisée en 1608 ».

## Géographie
La rivière aux Ormes traverse la municipalité du sud vers le nord en passant à l'ouest de l'agglomération.
La rivière Creuse la traverse du sud vers le nord en passant à l'est de l'agglomération.

## Démographie
| 1996 | 2001 | 2006 | 2011 | 2016 | 2021 |
| ---- | ---- | ---- | ---- | ---- | ---- |
| 505  | 503  | 471  | 479  | 449  | 383  |

## Administration
Les élections municipales se font en bloc pour le maire et les six conseillers.
| Sainte-Françoise Maires depuis 2001                                                                                  |                |         |          |
| Élection | Maire          | Qualité | Résultat |
| 2001 | Mario Lyonnais |         | Voir     |
| 2005 | Mario Lyonnais | Voir    |          |
| 2009 | Mario Lyonnais | Voir    |          |
| 2013 | Mario Lyonnais | Voir    |          |
| 2017 | Mario Lyonnais | Voir    |          |
| 2021 | Mario Lyonnais | Voir    |          |
| Élection partielle en italique Depuis 2005, les élections sont simultanées dans toutes les municipalités québécoises |                |         |          |

## Personnalités liées
- Le chanteur Georges Hamel
- L’auteure-compositrice-interprète Salomé Leclerc